# Dankó Sándor
Dankó Sándor (Ártánd, 1922. július 31. – Szolnok, 1995. február 23.) magyar amatőrcsillagász, jogász. A Tudományos Ismeretterjesztő Társulat (TIT) Csillagászati és Űrkutatási Szakosztály kiváló ismeretterjesztője.

## Életpályája
Középiskoláját Debrecenben és Karcagon végezte el. A Debreceni Egyetemen tanult jogot; 1944-ben doktorált. 1944-ben a fronton szolgált; hadifogságba esett; 1948 nyarán jött haza. Ezután bírói-ügyvédi vizsgát tett. 1951-ben Szolnokon bíró lett. 1956-ban a bíróságon a munkástanács elnökévé választották. 1961-ben a Tiszamenti Vegyiművekhez került vállalati jogtanácsosként. 1972–1986 között a Csillagászok Baráti Köre vezetőségi tagja, 1986–1988 között elnökségi tagja volt. 1987–1990 között a Magyar Amatőrcsillagászati Társaság elnöke volt.

### Munkássága
A TVM Konkoly Thege Szakkörének 33 éven át volt szakkörvezetője. Munkásságának egyik eredménye a Tiszamenti Vegyiművek szolnoki lakótelepén, 1977-ben felavatott Bemutató Csillagvizsgáló. 1977-ben megvalósított egy multimédiás csillagászati kiállítást, amely minden korábbi tevékenységét ötvözve országos siker lett.

## Művei
- Amatőrmozgalom I–II. (tanulmány) = Csillagászati Évkönyv (1985–1986)

## Díjai
- Zerinváry Szilárd-emlékérem (1978)